# Kim Geun-cheol
Kim Geun-cheol (kor. 김근철; * 24. Juni 1983 in Seongnam) ist ein ehemaliger südkoreanischer Fußballspieler.

## Karriere
Kim Geun-cheol erlernte das Fußballspielen in der Jugendmannschaft vom Seongnam FC im südkoreanischen Seongnam. Seinen ersten Vertrag unterschrieb er 2003 beim japanischen Klub Júbilo Iwata. Der Verein aus Iwata, einer Stadt in der Präfektur Shizuoka, spielte in der ersten Liga, der J1 League. 2003 wurde er an den Zweitligisten Shonan Bellmare nach Hiratsuka ausgeliehen. Nach Ende der Ausleihe wurde er von Shonan Anfang 2004 fest verpflichtet. Für Shonan absolvierte er insgesamt 74 Zweitligaspiele. 2005 kehrte er in seine Heimat zurück, wo er sich dem Daegu FC anschloss. Mit dem Verein aus Daegu spielte er in der ersten Liga, der K League 1. Nach drei Erstligaspielen wechselte er 2006 zum Ligakonkurrenten Gyeongnam FC nach Changwon. Für Gyeongnam stand er 55-mal in der ersten Liga auf dem Spielfeld. Der ebenfalls in der ersten Liga spielende Busan IPark aus Busan verpflichtete ihn Anfang 2010. Hier unterschrieb er einen Zweijahresvertrag. Die Saison 2012 spielte er beim Erstligisten Chunnam Dragons in Gwangyang. 2013 ging er in die Volksrepublik China, wo er sich dem SY Shenbei anschloss. Ein Jahr später zog es ihn nach Thailand. Hier unterschrieb er einen Vertrag beim Singhtarua FC. Der Verein aus der thailändischen Hauptstadt Bangkok spielte in der ersten Liga, der Thai Premier League. Hier kam er 24-mal zum Einsatz. Der Zweitligaabsteiger PTT Rayong FC aus Rayong nahm ihn die Saison 2015 unter Vertrag. Ende 2015 beendete er seine Laufbahn als aktiver Fußballspieler.